# ابوالقاسم فقیری

ابوالقاسم فقیری روزنامه‌نگار، نویسنده، فارس‌شناس و از چهره‌های ماندگار استان فارس است. او برادر امین فقیری است.

## زندگی‌نامه
او در ۱۳ اسفندماه ۱۳۱۶ در محله لب آب شیراز متولد شد. فقیری تحصیلات ابتدایی خود را در مدرسه سنایی، کلاس ششم را در مدرسه زند و دوره دبیرستان را در مدرسه حاج قوام گذراند. فقیری در این مدرسه با پرویز خائفی شاعر شیرازی آشنا شد و نشریه‌ای با نام سقراط را در این دوران منتشر کرد. او سپس به مدرسه سلطانی رفت و پس از فارغ‌التحصیلی و گذراندن دوره تربیت آموزگار، برای تدریس راهی فهلیان ممسنی شد. او در سال ۱۳۳۹ در مدرسه وکیل ممسنی به تدریس پرداخت و برای اولین بار بخشی از فرهنگ مردم این منطقه از استان فارس را مستند کرد.

### آغاز انتشار تحقیقات فرهنگ مردم فارس
فقیری در سال ۱۳۳۹ برای اولین بار نتیجه تحقیقات خود دربارهٔ فرهنگ مردم فارس را در مجله کوچه با مسئولیت احمد شاملو منتشر کرد. او سپس در برنامه‌ای رادیویی به معرفی فرهنگ بومی و فولکلور مردم فارس همت گماشت تا اینکه به پیشنهاد ناصر کجوری به اداره کل فرهنگ و هنر رفت و پس از مدتی مدیرکل فرهنگ و هنر استان فارس شد. این آخر پست دولتی ابوالقاسم فقیری بود. او سپس تقاضای بازنشستگی داد و تمام وقت خود را به نگارش داستان و تحقیقات در حوره فارس‌شناسی پرداخت.
او در مصاحبه‌ای دربارهٔ حدود نیم قرن فعالیت پژوهشی خود می‌گوید: «اگر فرهنگ ایرانی و فولکلور را از ما بگیرند، دیگری چیزی از ما باقی نمی‌ماند. فرهنگ عامه از آن جهت اهمیت دارد که پشت هر حرف مردم کوچه و بازار و هر قصه‌ای، یک نکته اخلاقی پنهان بوده و هست؛ مثل احترام به بزرگتر.»

### روزنامه‌نگاری
فقیری از سال ۱۳۷۱ تا سال ۱۳۷۸ در روزنامه خبر جنوب دبیر صفحه‌ای با عنوان فرهنگ ولایت بود. او در این سال‌ها با بسیاری از پژوهشگران فرهنگ فولکلور آشنا شد و مطالب آن‌ها در این روزنامه منتشر کرد. فقیری خود در خصوص این برهه از فعالیت خود می‌گوید: «این صفحه برکات زیادی داشت چرا که عده قابل توجهی را به سمت فرهنگ عامیانه کشاند و من دوستان زیادی پیدا کردم. از جمله آقای آل ابراهیم از استهبان، که الان ۳–۴ کتاب منتشرکرده‌اند. آقای پیشاهنگ از نی ریز، آقای ایرج قزلی از جهرم، آقای دکتر هاشم محمدی که چندی پیش به رحمت خدا رفتند. آقای مظلوم زاده از کازرون، آقای دکتر خیراندیش از اقلید. عده‌ای هم از خارج از فارس به این مطلب علاقه‌مند شدند مانند آقای زفره‌ای از اصفهان و شخص دیگری بود که از اردستان برای ما مطلب می‌فرستاد. یکی از افتخارات من همین است که حرکتی ایجاد کردم که باعث جمع‌آوری فرهنگ مردم فارس شود.»
فقیری سپس به روزنامه عصر مردم رفت و فعالیت خود را در صفحه‌ای با عنوان کشکول ادامه داد که هنوز ادامه دارد.

## آثار

### حوزه فرهنگ فولکلور
- قصه‌های مردم فارس در سه مجلد
- بازی‌های مردم فارس
- آداب و رسوم نوروزی در فارس
- سیری در ترانه‌های محلی
- باورهای سرزمین مادری ام
- عروسی در فارس
- واسونک‌های شیرازی

### ادبیات داستانی
- اجاق‌کور
- خانه خانهٔ خودمان
- با خودم در راه بارونی
- ننه پیره زن و عمو نوروز
- آهو بچهٔ خواب من
- مردی که به حراج رفت
- حکایاتی از کوچه ایام هفته[۲][۴][۵]

## افتخارات
ابوالقاسم فقیری در سال ۱۳۹۲ به پاس نیم قرن فعالیت در حوزه فارس‌شناسی در نخستین همایش چهره‌های ماندگار استان فارس مورد تجلیل قرار گرفت. او همچنین دارنده تندیس جشنواره ایران زمین سال ۱۳۸۳ و پنجمین دوره جشن فرهنگ و هنر سال ۱۳۸۶ نیز هست.
کورش کمالی سروستانی در همایشی که در بزرگداشت ابوالقاسم فقیری، حسن صفری و یدالله طارمی برگزار شد در خصوص وی گفت: «آنچه را امروزه در قالب فولکلور و در زمینه مطالعهٔ اجتماعی می‌نگارد، در فهم تاریخ این سرزمین اهمیت بسیار دارد که استاد فقیری این همه را در کسوت سادگی و بی پیرایگی کلام به مَنصهٔ ظهور می‌رساند؛ سرخوشانه، صمیمانه و متعهدانه، هر آنچه را در این خصوص بازمی‌یابد، به شیوایی می‌آراید تا ارزش‌های فرهنگی عامه مردمان را و ابعاد عمیق زندگی آنان را که به ناگزیر با واقعیت‌های عینی پیوندی تنگاتنگ دارد، در عینیتی کامل به تصویر کشد و هم از این قرار مخاطبانش را بر سر شوق آورد.»